# Hranitne, Nemîriv
Hranitne (în ucraineană Гранітне) este un sat în comuna Hraboveț din raionul Nemîriv, regiunea Vinnița, Ucraina.

## Demografie
Componența lingvistică a localității Hranitne
     Ucraineană (92%)
     Rusă (4%)
Conform recensământului din 2001, majoritatea populației localității Hranitne era vorbitoare de ucraineană (92%), existând în minoritate și vorbitori de rusă (4%).